# Pompeo Randi
Pompeo Randi (Forlì, 13 giugno 1827 – Forlì, 16 agosto 1880) è stato un pittore italiano.
Pittore di formazione accademica che si avvicina per alcune scelte iconografiche e tematiche all'ambito romantico. Specializzato nella resa della figura umana che declina in composizioni anche molto complesse, realizza opere in ambito religioso, ritratti e temi civici legati in particolare alla città di Forlì.
Ha preso parte anche al Risorgimento, combattendo nella Battaglia di Monte Berico, dove ha perso la vita il fratello Oreste.
Lavorò, oltre che a Forlì, anche a Trieste, in Istria, in Dalmazia, in Friuli (in città che nell'Ottocento appartenevano alla Diocesi di Trieste). Altre opere si trovano in Campania.
Il suo capolavoro è la decorazione dell'abside del Duomo di Forlì, ma sono notevoli anche i complessi decorativi della chiesa dei cappuccini di Forlì (Santa Maria del Fiore) e della Chiesa e convento di Sant'Apollinare martire a Trieste.
È sepolto nel cimitero monumentale di Forlì, dove un busto di Fortunato Zampanelli lo ricorda.

## Famiglia

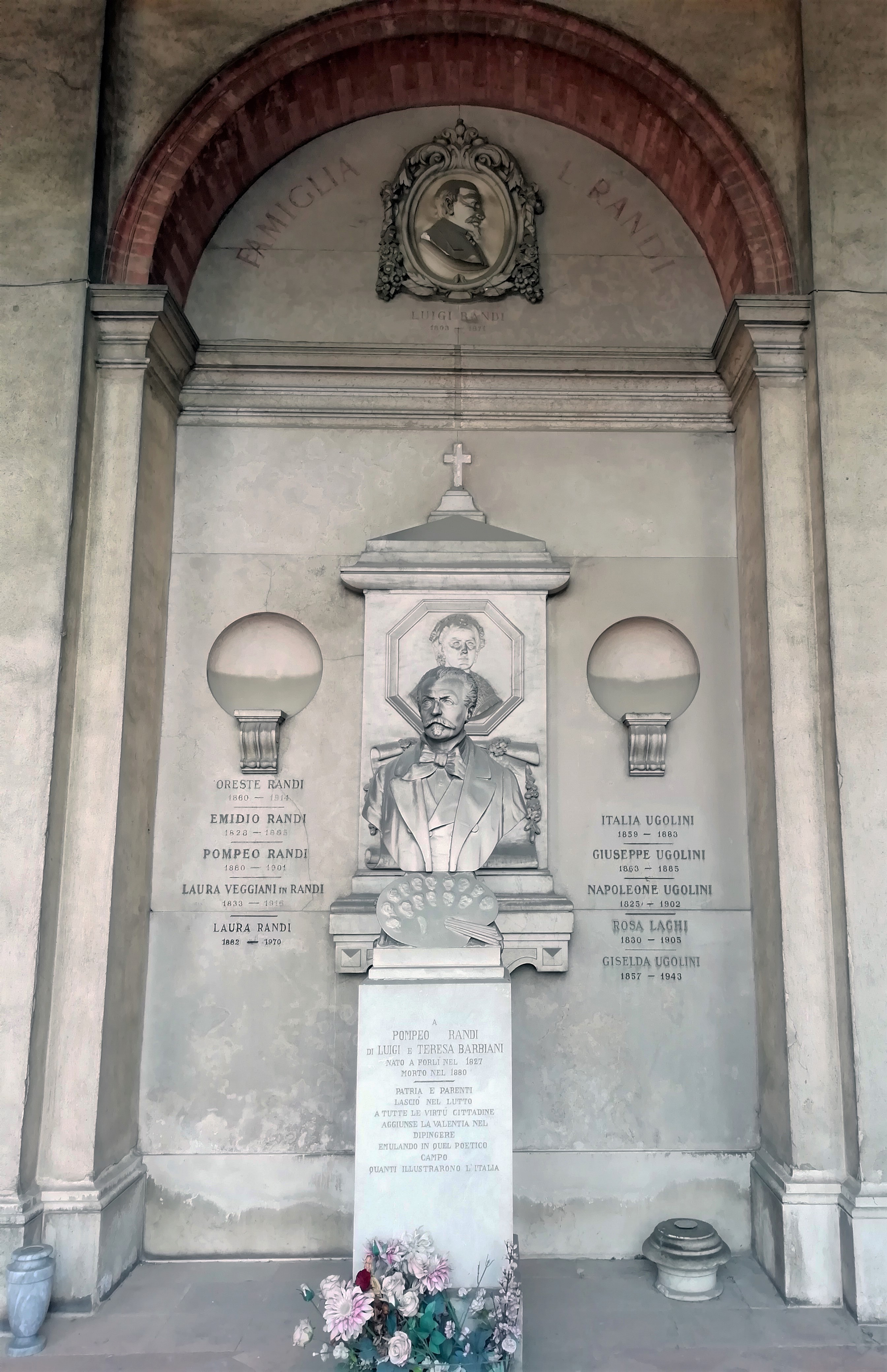
Monumento della famiglia di Luigi Randi nel cimitero monumentale di Forlì

Il padre Luigi (1803-71) è commerciante di legnami originario di Bagnacavallo e carbonaro. Pompeo fa suo l'impegno patriottico e combatte volontario nella Battaglia di Monte Berico (10 giugno 1848) che segna una pagina dolorosa della storia italiana, dato che molti patrioti cadono sotto le armi del generale Josef Radetzky. Fra questi si trova anche Oreste, fratello del pittore, morto in conseguenza delle ferite riportate in quella battaglia. 
Oreste aveva diciotto anni e viene ricordato da una lapide nella Chiesa di Santa Maria del Fiore a Forlì dal superstite Pompeo e da un terzo fratello, Emidio. 
La madre, Teresa Barbiani, è una donna molto bella a cui Pompeo dedica un ritratto giovanile attualmente nella Pinacoteca civica di Forlì e utilizzato come copertina del volume monografico dedicato all'artista da Mariacristina Gori. La donna muore a cinquantadue anni e le viene dedicato dal marito e dai due figli un affresco nella Chiesa di Santa Maria del Fiore a Forlì (controfacciata, Allegoria della morte).
La moglie si chiamava Amalia Romagnoli e viene usata dal pittore anche come modella. Si sposano nella chiesa di San Mercuriale nel 1862. Amalia muore prematuramente nel 1872.

## Committenti
Il principale mecenate di Pompeo Randi è il conte Raffaello Albicini per il quale Pompeo dipinge i ritratti di famiglia e alcuni quadri storici di notevole qualità. Lavora anche per l’ambito religioso, in particolare a Forlì per Chiesa di Santa Maria del Fiore a Forlì (committenza dei frati Cappuccini, in particolare di Padre Pellegrino da Forlì) e per il Duomo. Le committenze civili di Forlì comprendono lavori per il teatro (distrutti con esso) e per il salone dell’Ex palazzo della provincia.
A Trieste è apprezzato dal vescovo Bartolomeo Legat, mentre a Napoli ottiene molte commissioni grazie all'intercessione del cardinale arcivescovo Sisto Riario Sforza.

## Formazione e modelli
Dimostra il suo talento precoce già a partire dai sedici anni, quando inizia a formarsi a Forlì, al ginnasio locale, sotto la guida di Callimaco Missirini e Giuseppe Rambelli.
Negli anni 1846-48 Studia all’Accademia di belle arti di Firenze. L’influenza maggiore gli viene dal pittore Giuseppe Bezzuoli, che ha un’impronta romantica, ma con una tecnica che richiama i Carracci e Guido Reni. Questi pittori emiliani del tardo Cinquecento affascinano anche Randi per la loro solidità compositiva e il colore brillante. I temi romantici sono in linea con l’inquietudine patriottica del pittore e con il suo temperamento (ha dai 19 ai 21 anni).
Nel 1848 interrompe la formazione per partire volontario e partecipa Battaglia di Monte Berico, dove muore il fratello Oreste.
Nel 1850 (23 anni) si forma all'Accademia di Belle arti a Venezia. Conosce la pittura di Francesco Hayez da cui riprende l’amore per il riferimento al medioevo usato anche come metafora del presente risorgimentale (elemento romantico), l’attenzione al dato sentimentale e psicologico, le immagini pulite e la grande luminosità.
Fra il 1852 e il 1858 (dai 25 ai 31 anni): frequenta l’Accademia di Roma, dove si perfeziona nella tecnica dell’affresco. Lavora anche con alcuni pittori locali, ma le opere di questo periodo sono andate perdute. Nella corrispondenza che tiene con il conte Albicini dichiara i suoi modelli che appartengono al gruppo dei pittori Puristi, in particolare Francesco Podesti. Risente però sicuramente anche dell’influsso dei Nazareni, pittori di area tedesca che decidono di lavorare a Roma. Da questi pittori riprende le forme grandiose e rinascimentali e l’uso del colore magro, con pennellate lisce.

## Percorso artistico
Nel 1843, a sedici anni, realizza per il marchese Raffaello Albicini cinque tavole per completare una copia di Ancient Armour from Goodrich Court (1830) di Sir Samuel Meyrick in possesso del marchese Nicolò Ghini di Cesena. Le copie risultano molto simili all'originale e vengono molto apprezzate: viene dunque inaugurato il sodalizio fra Randi e il marchese Albicini, che sarà evidente anche nel carteggio fra i due durato tutta la vita del pittore.
Fra il 1843 e il 1861 Randi realizza altri disegni ora nelle Raccolte Piancastelli (Forlì). Un gruppo raffigura personaggi in costumi teatrali, spesso medievali e in linea con il gusto romantico. Sono opere realizzate ad acquerello su carta.
Nel 1858, mentre si trova a Roma, riceve l’incarico di affrescare la cupola di una chiesa di Tivoli. Quest’opera è stata distrutta fra la fine dell’Ottocento e l’inizio del Novecento, in linea con le ristrutturazioni delle chiese di questa zona.
Ritornato in Romagna, esegue il primo ciclo di affreschi noto, ovvero Diciotto ritratti di parroci notabili dal 1501 al 1858 nella chiesa di Sant’Andrea Apostolo a Massa Castello, Ravenna.
Nel 1856 Randi riceve una delle più importanti committenze della carriera, quando padre Pellegrino Zattoni gli commissiona una decorazione per la chiesa dei cappuccini di Forlì (ora Santa Maria del Fiore). Randi è chiamato a dare un’impronta francescana alla chiesa, realizzando una serie di affreschi e decorazioni legati a questo tema, dentro la chiesa secentesca che aveva già una decorazione absidale di tema mariano.
Fra il 1856 e il 1879 il Marchese Raffaello Albicini commissiona a Pompeo Randi diciassette opere che sono catalogate nel Catalogo dei quadri dipinti da Pompeo Randi per la casa, più un ritratto del Marchese Alessandro che non è indicizzato. Queste opere annoverano ritratti che spaziano da opere più formali a rappresentazioni più vivaci e familiari. Randi diventa ritrattista ufficiale della famiglia Albicini dopo la morte di Giuseppe Rambelli (1797-1849).
Nello stesso periodo lavora per alcune chiese forlivesi realizzando opere a olio. Per la chiesa di Sant'Anna legata all'orfanotrofio delle Mendicanti, poi passato in gestione alle monache di Santa Dorotea nel 1906 (distrutto nel 1963) realizza L’Apoteosi di Santa Dorotea fra i Santi Paolo e Pietro; per la parrocchiale di Villanova dipinge San Macario Abate,
Fra il 1859 e il 1877 Pompeo Randi è impegnato nelle decorazioni per il rinnovamento ottocentesco del Duomo di Forlì (Cattedrale di Santa Croce). Il primo intervento è quello di decorazione dell’Abside con L’Invenzione della Croce. Fra il 1859 e il 1860 Randi presenta alcuni bozzetti parziali e nel 1863 si arriva a un bozzetto definitivo custodito nel tesoro della cattedrale. L’affresco piace molto e pertanto vengono commissionati al pittore anche altri interventi decorativi. Dal 1865 decora la cappella della Madonna del Fuoco con le cupole sopra gli altari laterali (Gloria di Angeli) e dipinge la lunetta interna dell’arcata maggiore con la raffigurazione dell’evento miracoloso della Madonna del Fuoco. Nel 1874 dipinge le dieci scene che decorano le navate laterali con scene di vita religiosa forlivese. Infine nel 1877 realizza il dipinto in controfacciata con il Trionfo della Croce. La solidità accademica dell’autore è ben testimoniata da numerosi studi preparatori in cui è evidente la capacità tecnica del pittore. La maggioranza di questi studi si trova nella Pinacoteca Civica, ma molti si trovano anche in collezioni private.
Fra il 1869 e il 1871 l’artista dipinge nel salone del allora Palazzo della Provincia tre grandi affreschi di tema storico: Guido da Montefeltro riceve dagli Anziani di Forlì l’ordine di combattere l’esercito di Martino IV (1870); Malatesta Novello inaugura la Biblioteca Malatestiana di Cesena; Difesa di Rimini contro l’assedio dei Goti (distrutto durante la Seconda Guerra Mondiale). I bozzetti preparatori sono presso l’Amministrazione Provinciale di Forlì.
Randi aveva lavorato anche per il Teatro Comunale di Forlì, dipingendo Sette riquadri con le Muse sul soffitto, perdute con la distruzione del Teatro durante la Seconda Guerra Mondiale e note solo attraverso fotografie.
Nel 1869 Randi dipinge nel Palazzo Hercolani un affresco con la Madonna del Fuoco con i Santi Mercuriale, Pellegrino, Marcolino e Valeriano.
Il pittore realizza negli anni anche altri dipinti presenti in varie chiese della città di Forlì.
Quando padre Pellegrino da Forlì nel 1863 diventa priore del nuovo convento generalizio dei cappuccini a Trieste, dedicato a Sant’Apollinare, fa il nome di Pompeo Randi, che già aveva lavorato nella chiesa dei cappuccini a Forlì (Santa Maria del Fiore), per la decorazione del convento e della chiesa annessa. Il successore di padre Pellegrino, padre Michelangelo da Rionero dà fiducia all’artista, che quindi realizza molte opere decorative: dodici grandi medaglioni a olio su tela con raffigurati di martiri triestini (lungo i muri perimetrali della navata centrale, otto sui lati lunghi, quattro sui brevi); l’affresco della cupola con la Gloria di San Francesco (1871-72); nelle vele i Santi Agostino, Gregorio Magno, Bonaventura e Tommaso d’Aquino; la decorazione delle cappelle laterali (completate nel 1878); alcuni ambienti del convento; tre monumentali pale d’altare (Vestizione di Santa Chiara; Lapidazione di Santo Stefano; San Serafino da Ascoli che offre il pane). In queste opere, elaborate con numerosi studi preparatori, Pompeo Randi mostra la sua grande padronanza tecnica e la conoscenza della pittura del Seicento, che però declina con un gusto più ottocentesco.
Grazie a questo ciclo pittorico, Randi viene apprezzato nella città di Trieste, in particolare dal vescovo Bartolomeo Legat. La sua opera più importante di questa fase è La Moltiplicazione dei Pani e dei Pesci, nella chiesa di San Giacomo, realizzata a tempera su una parete concava. Se il tema coincide con quello dipinto a Forlì in Santa Maria del Fiore in controfacciata, la difficoltà absidale aveva visto impegnato il pittore, sempre a Forlì, nel Duomo. Due ulteriori dipinti laterali, raffiguranti l’Ascensione e la Trasfigurazione ora non sono più visibili, mentre nella stessa chiesa si trova una Maddalena Penitente (1874) molto intensa e sentimentale.
Ancora grazie a padre Michelangelo da Rionero, Randi ottiene altre committenze all’interno della diocesi di Trieste fra cui le più importanti sono per la Chiesa di Santo Spirito a Gradisca d'Isonzo (Gorizia) dove dipinge  una  Pala d'altare con Madonna e il Bambino e per il Duomo di Palmanova (Udine) dove realizza un'Annunciazione (1877). Prepara anche dei cartoni per affreschi che non dipinge perché malato. Queste opere verranno poi completati da Leonardo Rigo: Guarigione del cieco e Consegna delle chiavi. Nel Duomo di Palmanova (Udine) dipinge un'Annunciazione (1877). Siccome il territorio della diocesi si estendeva anche in Istria il pittore è chiamato anche a Pola, dove lascia L’Incredulità di San Tommaso dentro la Cattedrale.
Dal 1875 al 1878 il pittore vive a Napoli dove, grazie all’amico Giuseppe Calletti, incontra l’arcivescovo Sisto Riario Sforza, che diventa suo mecenate. Lavora nella Chiesa di San Severino dentro la cappella particolare dell'Istituto per giovani sacerdoti dove lascia dei lavori a tempera: Misteri del Rosario e Gloria di Maria e nella ex Chiesa di Santa Maria Maggiore (ora deposito delle pratiche della Corte d'Assise di Napoli) dove dipinge i Santi protettori e apostoli (molto danneggiati durante la Seconda Guerra Mondiale).
Nel 1878 lascia Napoli per trasferirsi prima a Trieste, poi a Firenze e infine a Forlì dove, ormai gravemente malato, muore nel 1880.
La città di Forlì gli ha dedicato una mostra nei locali della biblioteca dal 24 giugno al 31 luglio del 1927, in occasione del centenario della morte.

## Elenco opere
Massa Castello (Ravenna): Chiesa di Sant’Andrea Apostolo, Diciotto ritratti di parroci notabili dal 1501 al 1858 (1859, ciclo di affreschi)
Forlì:
- Chiesa del Carmine (pala d’altare: Elia ed Elisto, San Simone Stok con lo scapolare, San Brocardo, Sant’Alberto Avogadro, olio su tela, 290x200, all'interno contiene un affresco quattrocentesco 60x50[22]
- Chiesa di Santa Maria della Visitazione (Sant’Alfonso de’ Liguori)
- Duomo: Abside (Invenzione della Croce); Controfacciata (Trionfo della Croce[23]); Dieci scene nelle navate minori; opere nella Cappella della Madonna del Fuoco (Piccole cupole, Affresco del Miracolo[24])
- Santa Maria del Fiore (Omaggio alla madre (La Morte)[25]; Moltiplicazione dei Pani; Cappella dell'Immacolata; Cappella di San Francesco; Due riquadri sulle storie di San Lorenzo da Brindisi (presbiterio); Santi Vito e Modesto; varie allegorie e angeli).
- Chiesa dell’Addolorata (Storie di Santa Caterina da Siena)

- Palazzo vescovile, (prima era nella parrocchiale di Durazzano) Apparizione della Madonna a Maria di Minghino, 1864, olio su tela, 99x74,5
- Santa Maria in Lampio a Villafranca (Pennacchi; Cupola con Incoronazione della Vergine)
- San Martino in Villanova (San Macario abate, 1856 olio su tela, 105x85)[26]
- San Giovanni Battista a Coriano (Sant’Eurosia)
- Santuario del Santissimo Crocifisso di Longiano (Miracolo del Crocifisso), 1870, affresco, 3,40x8,30 (eseguito con Costantino Guidi)
- Raccolta Piancastelli: Venti acquerelli di carattere storico in costume medievale
- Pinacoteca civica: Svariati studi preparatori; L’Istituzione della Compagnia di Gesù (olio su tela, 160c124), prima in collezione privata di Anita e Pio Bonoli; Apoteosi di Santa Dorotea fra i Santi Paolo e Pietro (L'incoronazione di Santa Dorotea. Ai lati San Pietro e San Paolo), olio su tela, 251x134,5cm, prima nella chiesa di Sant'Anna legata all'orfanotrofio delle Mendicanti[27]
- Collezione Albicini: Diciassette opere (+ una non catalogata) ritratti (fra cui Alessandro Albicini, 1857; Raffaello Albicini, 1857; Livio Albicini, 1856; Lodovico Albicini, 1857; Luigi Albicini, 1857 tutti olio su tela) e pittura di storia (Dante alla corte di Scarpetta Ordelaffi; Marzia Ubaldini non si arrende alle preghiere del padre)
- Dipinti nell’ex palazzo della Provincia: Guido da Montefeltro riceve gli anziani; Malatesta Novello inaugura la Malatestiana; Difesa di Rimini (distrutto)'
- Palazzo Hercolani: Madonna del Fuoco con Santi

Trieste:
- Chiesa e convento di Sant'Apollinare martire a Trieste: Via Crucis,  dodici grandi medaglioni a olio su tela con raffigurati di martiri triestini (lungo i muri perimetrali della navata centrale, otto sui lati lunghi, quattro sui brevi); l’affresco della cupola con la Gloria di San Francesco (1871-72); nelle vele i Santi Agostino, Gregorio Magno, Bonaventura e Tommaso d’Aquino; la decorazione delle cappelle laterali con La fuga in Egitto, Il Transito di San Giuseppe (terza cappella, riquadri),San Francesco domanda l'indulgenza, San Francesco riceve le stimmate (terza cappella, lunette sopra i riquadri);  La consegna delle chiavi, Il Buon Pastore (seconda cappella, riquadri) L'Annunciazione, La Visitazione (seconda cappella, lunette sopra i riquadri)  (completate nel 1878); alcuni ambienti del convento (San Giusto olio su tela sul soffitto della sagrestia; San Bonaventura sul soffitto del coro; San Francesco benedice Frate Leone, affresco sulla parete d'ingresso del dormitorio, San Francesco distribuisce il pane, affresco sulla parete di fondo del refettorio); tre monumentali pale d’altare 1873, olio su tela, 350x180 (Vestizione di Santa Chiara; Lapidazione di Santo Stefano; San Serafino da Ascoli che offre il pane)[28].

- Chiesa di San Giacomo: nell'abside La Moltiplicazione dei pani e dei pesci; pala d'altare con la Maddalena e due opere non più visibili: Annunciazione e Trasfigurazione.

Gradisca d'Isonzo (Gorizia):  Pala d'altare con Madonna e il Bambino, 1875, olio su tela, 250x150, Chiesa di Santo Spirito
Palmanova (Udine): Duomo L'Annunciazione (1877). Cartoni per gli affreschi poi completati da Leonardo Rigo: Guarigione del cieco e Consegna delle chiavi.
Pola (Croazia), Cattedrale: Incredulità di San Tommaso (1877)
Napoli:
- Chiesa di San Severino: cappella particolare dell'Istituto per giovani sacerdoti, Misteri del Rosario e Gloria di Maria (lavori a tempera)

- Ex Chiesa di Santa Maria Maggiore (ora deposito delle pratiche della Corte d'Assise di Napoli) Santi protettori e apostoli (molto danneggiati durante la Seconda Guerra Mondiale)

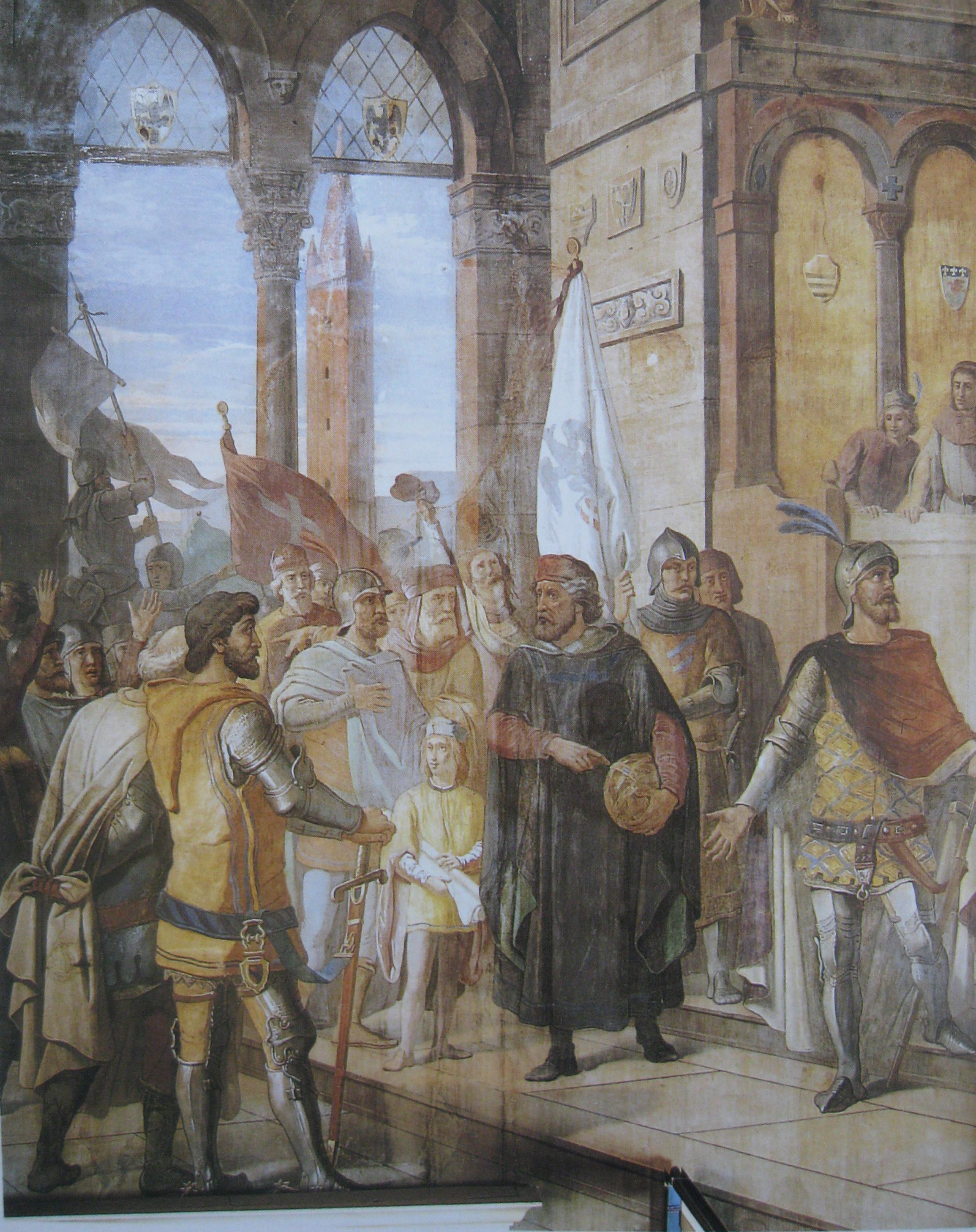
Guido da Montefeltro riceve dal Consiglio degli anziani di Forlì l'ordine di combattere contro l'esercito di papa Martino IV (1870), affresco nella sala del Consiglio dell'ex palazzo della Provincia di Forlì.
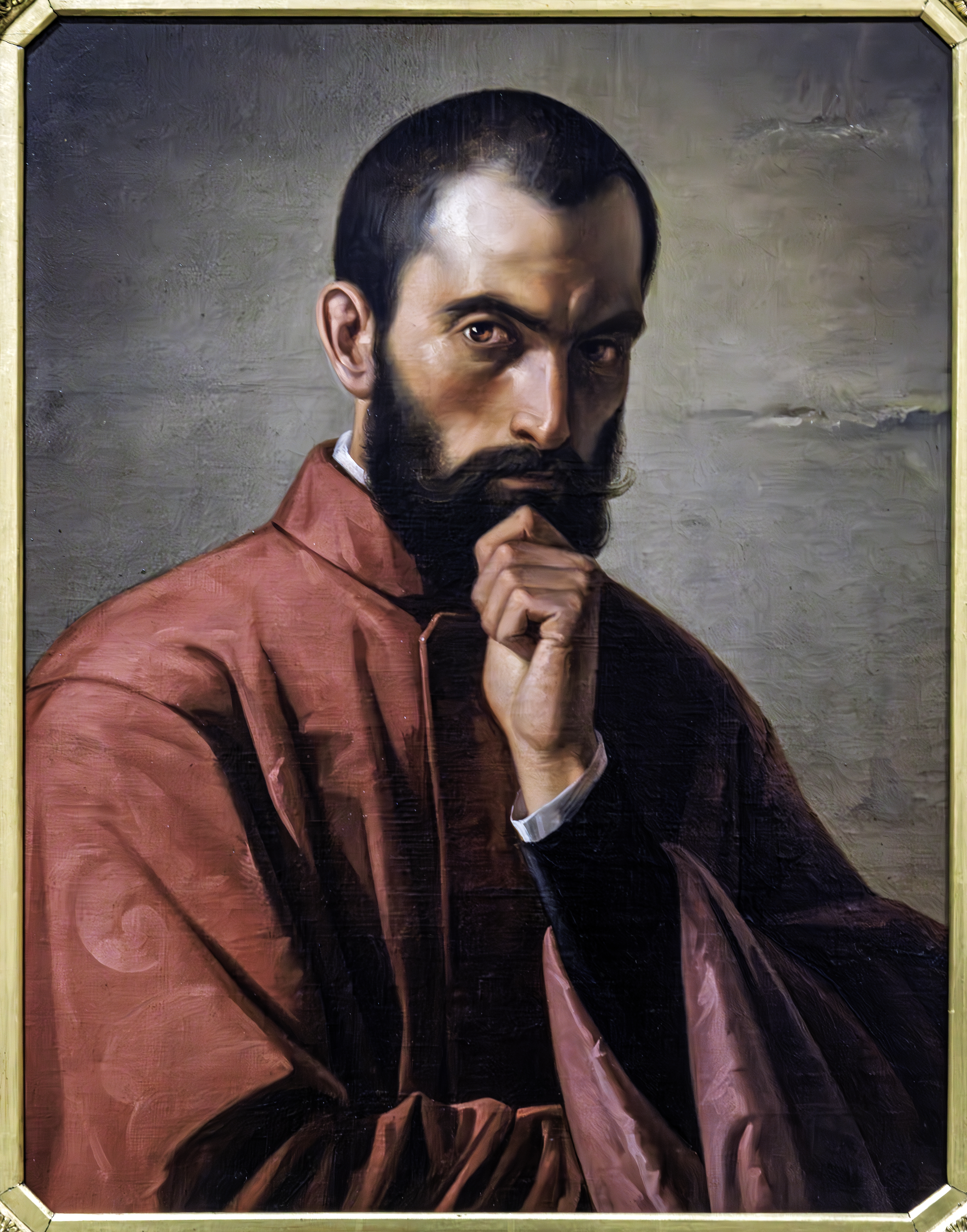
Ritratto di Procuratore di San Marco - Treviso Museo Civico